# Abdallah ibn Hussein al-Ahmar
Abdallah ibn Hussein al-Ahmar (en arabe : عبد الله ابن حسين الأحمر), né en 1933 et mort le 29 décembre 2007 à Riyad, est un homme d'État yéménite, président de la Chambre des députés de 1993 à 2007.